# Плорек-сюр-Аргенон
Плоре́к-сюр-Аргено́н (фр. Plorec-sur-Arguenon, брет. Ploareg) — коммуна во Франции, находится в регионе Бретань. Департамент — Кот-д’Армор. Входит в состав кантона Планкоэт. Округ коммуны — Динан.
Код INSEE коммуны — 22205.

## География
Коммуна расположена приблизительно в 350 км к западу от Парижа, в 65 км северо-западнее Ренна, в 35 км к востоку от Сен-Бриё.
Вдоль западной границы коммуны протекает река Аргенон.

## Население
Население коммуны на 2016 год составляло 412 человек.
| 1962 | 1968 | 1975 | 1982 | 1990 | 1999 | 2008 | 2016 |
| ---- | ---- | ---- | ---- | ---- | ---- | ---- | ---- |
| 483  | 551  | 502  | 503  | 473  | 398  | 395  | 412  |

## Администрация
| Период | Период | Фамилия         | Партия       | Примечания |
| ------ | ------ | --------------- | ------------ | ---------- |
| 2001   | 2008   | Робер Ферье     | Разные левые |            |
| 2008   | 2014   | Роже Кюбрик     |              |            |
| 2014   |        | Кристиан Кокель |              | пенсионер  |

## Экономика
В 2007 году среди 253 человек в трудоспособном возрасте (15—64 лет) 177 были экономически активными, 76 — неактивными (показатель активности — 70,0 %, в 1999 году было 69,7 %). Из 177 активных работали 164 человека (88 мужчин и 76 женщин), безработных было 13 (11 мужчин и 2 женщины). Среди 76 неактивных 17 человек были учениками или студентами, 34 — пенсионерами, 25 были неактивными по другим причинам.

## Достопримечательности
- Могильный курган Ла-Тур-Бас. Исторический памятник с 1934 года[3]